# Stazione di Rossano
La stazione di Rossano è una stazione ferroviaria posta a 36 metri s.l.m. sulla ferrovia Jonica. Serve la frazione di Rossano, nel comune di Corigliano-Rossano.

## Movimento

### Trasporto nazionale
La stazione è servita da treni InterCity che la collegano con Reggio Calabria, Taranto, Bari e Lecce.
I treni InterCity vengono effettuati con elettrotreni HTR.412.

### Trasporto regionale
La stazione è servita da treni regionali che collegano Rossano con:
- Sibari
- Catanzaro Lido
- Crotone
- Lamezia Terme Centrale (via Catanzaro Lido)

I treni del trasporto regionale vengono effettuati con ALn 663, ALn 668 in singolo e doppio elemento; vengono anche utilizzati i treni ATR.220 Swing, e i nuovi treni trimodali Blues in sostituzione delle storiche Aln 663.

## Storia
Dagli anni '80 ad oggi si è avuto un progressivo miglioramento della stazione ferroviaria. Gli ultimi lavori, iniziati nel giugno del 2019, sono terminati a settembre 2021. Nel restyling sono stati ammodernati e allungati i marciapiedi, alzandoli, a norma, a 55 cm; si è aggiornata l'illuminazione, con la predisposizione con palificazione elettrica; si è provveduto alla tinteggiatura e all'inserimento di nuovi infissi all'intero edificio ferroviario. Nel mese di aprile 2022 presso la stazione è stato installato un capillare impianto di videosorveglianza.

## Servizi
La stazione offre i seguenti servizi:
- Biglietteria automatica
- Sala d'attesa
- Servizi igienici

## Interscambi
- Stazione taxi
- Fermata autobus